# Marie Eliška Pretschnerová
Marie Eliška Pretschnerová (roz. Anna Pretschnerová, 26. září 1911 Nové Zámky – 4. května 1993 Hoješín) byla česká řeholnice, Česká provinciálka (1954–1969) a generální představená (1970–1983) Kongregace Školských sester sv. Františka. 1. června 2001 byl biskupem Dukou zahájen její beatifikační proces.

## Životopis
Anna Pretschnerová se narodila dne 26. září 1911 v Nových Zámcích v Čechách v bývalém okrese Městec Králové. Vyrůstala ještě se čtyřmi sourozenci. Vystudovala s výborným prospěchem učitelský ústav sester OSF v Chrudimi. Potom byla přijata do kandidatury zmíněné kongregace v Praze-Břevnově. Při obřadu uvedení do zasvěceného života jí bylo přiděleno jméno Eliška. 13. srpna 1932 složila řeholní sliby. Své vzdělání doplnila maturitou na reálném gymnáziu kongregace v Praze a byla přijata ke studiu fyziky a matematiky na Karlově universitě. Studium však dokončila až po roce 1945, protože okupační režim zavřel za druhé světové války vysoké školy. Po vystudování učila matematice a fyzice na řádovém gymnáziu v Praze na Vinohradech až do jeho zrušení v r. 1948. V této době též byla pověřena výchovou novicek.
Po nástupu komunismu začalo nucené soustřeďování, internace a další likvidační opatření řeholnic. Snažila se statečně všem těmto problémům postavit a vytvářet podporu vyšším představením i všem sestrám. V této době působila spolu s jinými sestrami v nemocnici v Podbořanech, pak v sociálních ústavech ve Slatiňanech a Budeničkách u Slaného.
V roce 1954 byla jmenována provinciální představenou a v době přechodného uvolnění v letech 1967–1969 se podílela na založení Sekretariátu řeholních společenství, který udělal velkou práci při uskutečňování liturgické reformy. Také má zásluhu na přijímání dorostu do řad sester v tomto období. Po zrušení Sekretariátu řeholních sester je Marie Eliška Pretschnerová podrobena vyslýchání, ale bere všechnu vinu na sebe, mlčí a nikoho neprozradí. Její služba provinční představené končí v roce 1969.
V roce 1970 je zvolena na řádné kapitule kongregace v Římě generální představenou a zůstává v Římě, což tehdy bylo ještě politicky možné. Zde se zasloužila o českou kolej Nepomucenum v Římě.
Byla zvolena i na další šestileté období. Musela ovšem odjet do vlasti podat žádost o prodloužení pobytu v cizině. Po čtrnáct měsíců zde byla vystavena ponižujícím výslechům a nepříjemným úředním formalitám. Díky jednání Vatikánu se státními činiteli byla cesta do Říma povolena.
Po uplynutí mandátu generální představené v roce 1983 se vrátila zpět do Československa. Její domovem se stal Hoješín. V této době se zabývala překladem článků ze zahraničních časopisů, starala se o nemocné sestry, pracovala na zahradě a opisovala formační materiály. Postupně přibývalo zdravotních obtíží a bolestí, ubývalo sil.
Zemřela dne 4. května 1993 v Hoješíně a byla pochována 8. května na hřbitově ve Slatiňanech.

## Ocenění
- 2001 – zahájen proces blahořečení
- 2006 – Plaketa svaté Anežky České od vedení Institutu františkánských studií a provinčních ministrů Řádu konventuálů, františkánů a kapucínů v ČR za „celoživotní přínos pro rozvoj františkánské spirituality u nás i ve světě (byla zvolena jako členka byra pro řízení práce na novém znění řehole III. řeholního řádu sv. Františka za středoevropské a východoevropské země) a za mimořádné úsilí o uskutečňování reforem II. vatikánského koncilu v našich zemích.[2]